# Chironex yamaguchii
Chironex yamaguchii (giapponese: ハブクラゲ, Habu-kurage) è una specie di cubomedusa dalla famiglia Chirodropidae diffusa nel Mar delle Filippine. La specie è molto tossica e può causare avvelenamento mortale nell'uomo. Il nome le è stato dato in onore al professor Masashi Yamaguchi che ha contribuito molto al suo studio e a quello della Chironex fleckeri, di cui è prossima parente.

## Descrizione
La medusa ha una altezza massima di circa 110 mm, il che corrisponde a poco più di un terzo delle dimensioni della C. fleckeri. In media, tuttavia, queste meduse sono molto più piccole, visto che misurano in media circa 60 mm. Il diametro massimo inter-radiale della campana è di 95 mm. Ai lati della campana sono presenti delle basi muscolose chiamate pedalium,  ogni pedalium porta fino a nove tentacoli; in media sono solo circa sette tentacoli (la C. fleckeri può avere fino a 15 tentacoli per pedalium). Ogni tentacolo è ricoperto da decine di migliaia di microscopiche nematocisti color lavanda, che sono attivate dalla pressione e da un innesco chimico.

## Distribuzione e habitat
La C. yamaguchii vive nelle acque del sud del Giappone (isole Ryūkyū) e delle Filippine, in zone costiere e poco profonde.

## Pericolosità
La tossicità della C. yamaguchii è attestata da numerosi casi, anche mortali, registrati in Giappone e nelle Filippine. A volte confusa con Chiropsalmus quadrigatus, la C. yamaguchii è da considerarsi molto pericolosa, il che non è sorprendente, dato la sua vicinanza tassonomica con la C. fleckeri. 
Fra i Chirodropidi, le specie dei generi Chiropsalmus e Chiropsella sono generalmente considerate meno pericolose delle Chironex. La ragione sarebbe da ricercare nella differenza di superficie offerta dai tentacoli e quindi, della quantità di veleno potenzialmente trasmesso alla vittima.